# Jerry Carl

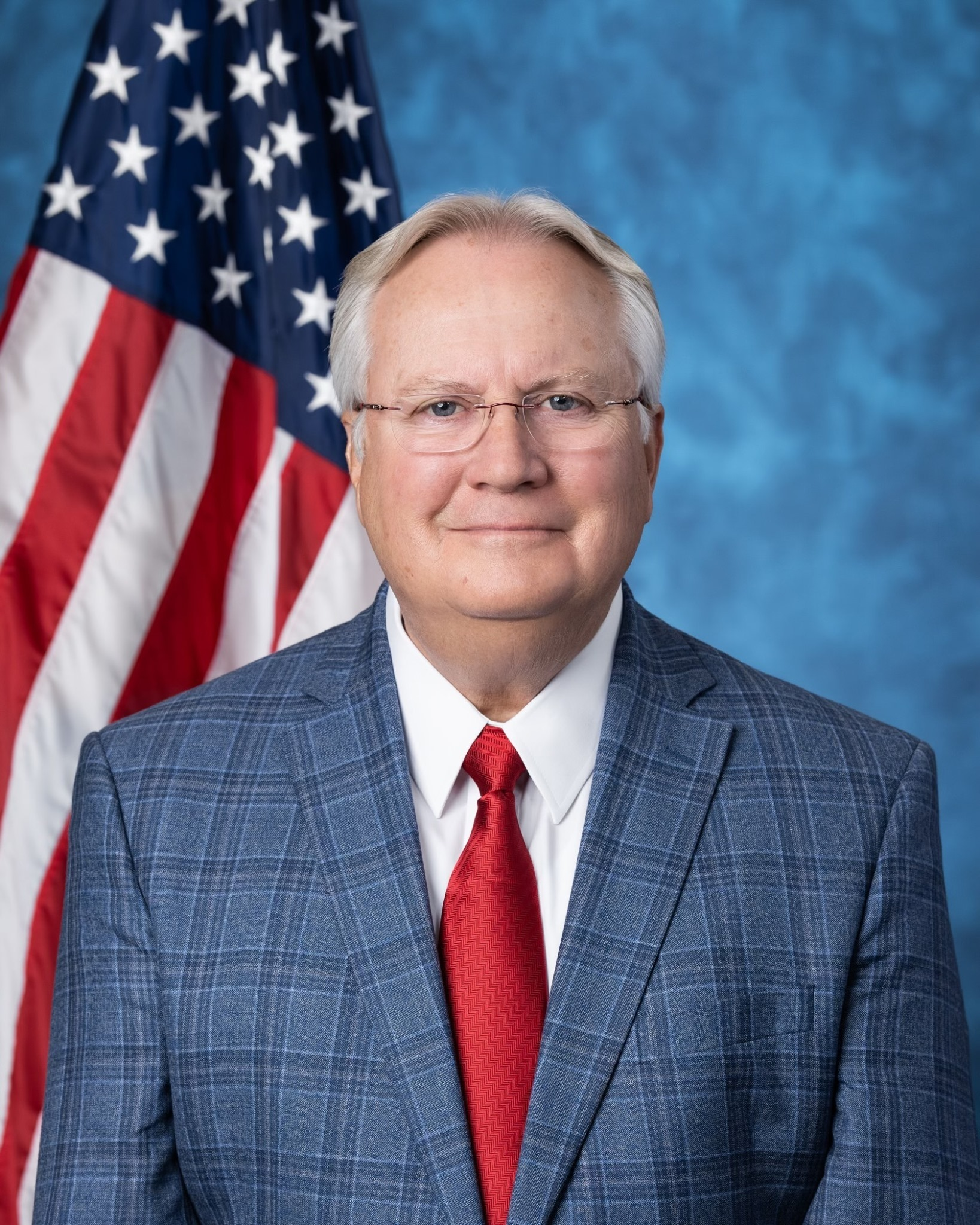
Jerry Carl (2020)

Jerry Lee Carl Jr. (* 17. Juni 1958 in Mobile, Alabama) ist ein US-amerikanischer Politiker der Republikanischen Partei. Von 2021 bis 2025 vertrat er den ersten Distrikt des Bundesstaats Alabama im US-Repräsentantenhaus.

## Leben
Jerry Carl wurde in Mobile im Südwesten des Bundesstaates Alabama geboren und machte 1977 an der Sylacauga High School in Sylacauga seinen Schulabschluss. Er studierte danach kurzzeitig am Lake City Community College in Lake City, Florida, zog jedoch kurz danach wieder nach Mobile zurück. Er erhielt dadurch keinen Hochschulabschluss. Carl war zunächst für das Energieunternehmen Alabama Power tätig und arbeitete danach für verschiedene Unternehmen in der Umgebung von Mobile. Im Alter von 25 Jahren gründete Carl ein eigenes Unternehmen. 1989 gründete er ein Unternehmen, das medizinische Ausrüstung vertrieb. In der folgenden Zeit gründete er weitere Unternehmen, unter anderem eine Immobilienfirma und im Jahr 2003 einen holzverarbeitenden Betrieb.
Jerry Carl ist seit 1981 mit seiner Frau Tina verheiratet und hat zwei Kinder mit ihr. Einer ihrer Söhne war als Soldat des United States Marine Corps in Afghanistan im Einsatz.

## Politik
Im November 2012 wurde Jerry Carl in die Bezirkskommission des Mobile County gewählt und 2016 wurde er in seinem Amt bestätigt. Seit 2019 war er Vorsitzender der Bezirkskommission.
In der Vorwahl am 3. März zur zum Repräsentantenhauswahl 2020 im ersten Kongresswahlbezirk konnte er sich mit 38,7 %, und damit nur 1,2 % Vorsprung, für den Runoff am 14. Juli qualifizieren. Diesen gewann er dann 52,3 % gegen den verbliebenen Gegner seiner Partei, Bill Hightower. Er trat am 3. November 2020 gegen James Averhart von der Demokratischen Partei an und setzte sich mit 64,4 Prozent der Stimmen recht deutlich durch. Carl trat sein Mandat am 3. Januar 2021 an und löste Bradley Byrne ab, der zugunsten seiner, nicht erfolgreichen, Senatskandidatur nicht zur Wiederwahl angetreten war.
Die Primary (Vorwahl) seiner Partei für die Wahlen 2022 wurde mangels Mitbewerbern abgesagt und Carl zum erneuten Kandidaten bestimmt. Er wurde am 8. November 2022 mit 83,6 % der Stimmen in den Kongress gewählt.
Bei der Wahl 2024 musste Carl wegen neugezogener Grenzen der Wahldistrikte in Alabama in der Vorwahl im 1. Wahlbezirk gegen Barry Moore antreten, der zuvor den 2. Wahlbezirk im Repräsentantenhaus vertrat. Carl unterlag im März 2024 Moore. Damit schied er nach vier Jahren zum 3. Januar 2025 aus dem Repräsentantenhaus aus.

### Ausschüsse
Carl war Mitglied in folgenden Ausschüssen des Repräsentantenhauses:
- Committee on Armed Services
  - Military Personnel
  - Seapower and Projection Forces
- Committee on Natural Resources
  - For Indigenous Peoples of the United States
  - Water, Oceans, and Wildlife

Außerdem ist er Mitglied in vier Caucuses.

### Kontroversen
Carl gehörte zu den Mitgliedern des Repräsentantenhauses, die bei der Auszählung der Wahlmännerstimmen bei der Präsidentschaftswahl 2020 für die Anfechtung des Wahlergebnis stimmten. Präsident Trump hatte wiederholt propagiert, dass es umfangreichen Wahlbetrug gegeben hätte, so dass er sich als Sieger der Wahl sah. Für diese Behauptungen wurden keinerlei glaubhafte Beweise eingebracht. Der Supreme Court wies eine entsprechende Klage mit großer Mehrheit ab, wobei sich auch alle drei von Trump nominierten Richter gegen die Klage stellten.
Nach dem Schuldspruch gegen Trump im Mai 2024 in New York v. Trump bezeichnete er die Verurteilung als Schande und einen Missbrauch der Justiz. Das amerikanische Volke durchschaue die Taktik der Linken die Justiz zu instrumentalisieren, um einen laut Carl unschuldigen Mann von der Rückkehr als Präsident abzuhalten. Trump werde im Weißen Haus gebraucht.